# Vilanculos
Vilanculos , en idioma portugués Vilankulo, es un distrito y el nombre de su capital situado en la zona septentrional provincia de Inhambane, en Mozambique. 

## Características
Limita al norte y al oeste con el distrito Inhassoro, al este con el Océano Índico y al este con Massinga.
Tiene una superficie de 5.867 km² y según el censo de 2007 una población de 135.710 habitantes, lo cual arroja una densidad de 23,1 habitantes/km². Se ha presentado un aumento de 20% con respecto a los 113.045 habitantes registrados en 1997. 

## División administrativa
Este distrito formado por localidades, se divide en dos puestos administrativos (posto administrativo), con la siguiente población censada en 2005:
- Vilankulo, sede, 66 478 y Quwene.
- Mapiñane, 71 862, Belane y Muabsa.

Este distrito engloba las islas de Benguerua, con una extensión superficial de 34 km² y de Magaruque, con 9 km²